# 윤택영
윤택영(尹澤榮, 1876년 음력 2월 22일 ~ 1935년 10월 24일)은 조선의 문신이자 정치인이며 대한제국의 관료, 일제강점기의 조선 귀족이었다. 대한제국 순종의 장인이다. 조선의 마지막 부원군이나 정작 사위인 순종보다는 두 살 어렸다. 순정효황후의 친정아버지이자 윤덕영의 동생이며 본관은 해평이다.
일제강점기에 조선계 귀족이었으나 막대한 채무로 실작하기도 했다. 윤택영은 친일 귀족이었으나 그의 아들 윤홍섭은 독립운동가이기도 했다.

## 생애
윤택영은 조선 선조 때의 정승인 윤두수의 후손 증 영돈령부사 윤철구의 아들로 태어났다. 같은 윤두수의 후손인 윤웅렬, 윤영렬, 윤치호 일족과는 촌수로는 20촌이 넘는 먼 일족이었다.
1899년 시강원 시종간으로 벼슬을 시작했다. 그해 천추절(황태자의 생일)을 축하한 공로로 반숙마 1필을 지급받았다. 1900년 5월 16일, 윤택영은 시강원 시종간에서 면직당하였다. 그해 6월 15일에는 중추원의 의관으로 임용되었다. 1901년 9월 2일에는 영친왕부 영으로 임용되었으며, 11월 2일부터 혜민원 총무를 겸임하였다. 혜민원 총무로 관직을 지내던 시절, 혜민원 주사의 직함을 매일마다 갈아치워 농간하여 재물을 쌓았다고 한다. 1902년 3월 2일에는 영친왕부 총판에 임명되었다. 1903년 2월 5일에 윤택영은 법부협판에 임용되었다. 황태자비 세자빈 민씨가 사망하자 1906년 딸이 황태자인 순종의 두 번째 부인으로 간택되었다. 1907년 1월 12일, 윤택영은 지돈녕사사에 임용되었고, 같은해 4월 19일, 육군참장으로 임명되었다. 이후 1907년 5월 22일, 윤택영은 육군부장으로 승진하였다. 이후 1907년 8월 27일, 윤택영은 해풍부원군(海豊府院君)에 봉해졌다. 이후 윤택영은 영동녕시사로 임명되었다. 이후 1907년 9월 3일, 그는 그의 부장 계급에서 해임당하였다. 1907년 9월 7일, 윤택영은 훈 1등에 서하여 태극장을 받았고, 같은해 10월 30일에는 대훈위 이화대수장을 받았다. 다음해 4월 8일에는 특송(特陞)되어 대훈위 서성대수장을 받았다. 이후 1909년 9월22일에는 대한제국의 최고 훈장인 대훈위 금척대수장을 하사받았다. 1909년 12월 14일에는 이완용 중심의 한일병합을 목표로한 국민연설회에 20원을 기부하였다.
1910년 10월 16일 일본 정부로부터 후작 작위를 받았다. 하지만, 채무 관계로 파산 선고를 받아 1928년 불명예 실작하였다. 이후 후작 작위는 회복되었고, 윤택영 사후에 차남 윤의섭이 습작했다.
윤택영은 헤픈 씀씀이로 부채를 쌓아 ‘채무왕(債務王)’, '차금대왕(借金大王)'으로 불렸고, 1920년 아들 윤홍섭과 함께 베이징으로 달아나 그곳에서 사망했다. 한편 아들 윤홍섭은 일본 유학 중 만난 신익희, 김성수, 장덕수 등과 꾸준히 연락하며 독립운동에 투신하였고, 창씨개명도 거부하였다.
1926년 5월 대한제국의 마지막 황제 순종의 국장으로 온 나라가 어수선했다. 조선왕조의 마지막 국장은 순종이 타계한 4월25일부터 인산일(因山日)인 6월10일까지 46일간 이어졌다.
그는 순종의 부음을 틈타 비밀리에 귀국하였으나 언론의 주목을 한몸에 받게 됐다.‘개벽’ ‘회고 조선 500년 특집호’에는 '뜬금 없이'라는 제목으로 대서특필되었는데, 그를 조롱하는 내용이었다.
부채왕(負債王) 윤택영 후작은 국상 중에 귀국하면 아주 채귀(債鬼·빚귀신)의 독촉이 없을 줄로 안심하고 왔더니 각 채귀들이 사정도 보지 않고 벌떼같이 나타나서 소송을 제기하므로 재판소 호출에 눈코 뜰 새가 없는 터인데, 일전에는 어찌나 화가 났던지 그의 형 ‘대갈대감’과 대가리가 터지게 싸움까지 했다고 한다. 그렇게 싸우지 말고 국상 핑계 삼아 아주 ‘자결’이나 하였으면 충신 칭호나 듣지.

(‘개벽’ 1926년 6월호 ‘경성잡담’)

엄청난 부채와 빚쟁이들의 독촉에 시달린 그는 다시 중국으로 망명, 베이징에 체류하다 1935년 10월에 객사하였다.

### 사후
2002년 민족정기를 세우는 국회의원모임이 발표한 친일파 708인 명단과 2008년 민족문제연구소가 정리한 친일인명사전 수록예정자 명단에 모두 포함되었다. 2007년 대한민국 친일반민족행위진상규명위원회가 발표한 친일반민족행위 195인 명단에도 선정되었다.

## 가족 관계
- 증조부: 윤치희(尹致羲, 윤경렬尹敬烈의 아들)
  - 조부: 윤용선(尹容善)
    - 아버지: 윤철구(尹徹求)
      - 형: 윤덕영(尹德榮, 1873년 ~ 1940년 10월 18일)
      - 본인: 윤택영
        - 장남: 윤홍섭(尹弘燮)
        - 차남: 윤의섭(尹毅燮, 1912년 ~ 1966년)
        - 장녀: 순정효황후 윤씨(純貞孝皇后 尹氏)
        - 사위: 대한제국 순종 (1874년 ~ 1926년)

## 평가
먼 친척이자 동료 정객이기도 했던 윤치호는 그가 욕심이 지나쳤다 고 평가했다. 윤치호에 의하면 그는 욕심이 지나치지만 않았던들 부자로, 조선에서 몇 손가락 안에 드는 부자로 살다 죽었을 것이라고 평가했다.

## 기타
- 아들들 중 윤홍섭은 자신의 누이 순정효황후의 내탕금을 받아 임정과 일본 유학생들에게 독립운동 자금과 유학 학자금으로 송금해주었다. 그러나 아버지와 숙부가 친일 관료였으므로 의심받지 않고 송금해줄 수 있었다.
- 형 윤덕영은 한일 합방 당시 순종의 황후 윤씨가 옥새를 치마폭에 넣고 내놓지 않자, 조카인 황후를 협박하여 옥새를 빼앗았다.

## 참고자료
- 친일반민족행위진상규명위원회 (2007년 12월). 〈윤택영〉 (PDF). 《2007년도 조사보고서 II - 친일반민족행위결정이유서》. 서울. 250~264쪽쪽. 발간등록번호 11-1560010-0000002-10. [깨진 링크(과거 내용 찾기)]
- 전봉관, 전봉관의 ‘옛날 잡지를 보러가다’② - ‘채무왕’ 윤택영 후작의 부채(負債) 수난기 《신동아》 (2005.8.1)

## 참고 문헌
- 고종실록
- 순종실록
- 해평윤씨 세보